# Тайсто Таммі
Тайсто Таммі (фін. Taisto Tammi, прізвище при народженні — Лундберг; 10 грудня 1945 року, Куусанкоскі, Фінляндія — 5 лютого 1979, Тампере, Фінляндія) — фінський співак, виконавець танго.

## Життєпис
Народився 10 грудня 1945 року у Куусанкоскі, у Фінляндії.
Здобув популярність у 1960-і роки, після того, як у 1962 році виграв конкурс естрадної пісні, який проводився в Коткі. Найбільш відомі пісні Таммі — «Tango merellä», «Tangotyttö» і «Rakkauden rikkaus», з останньою він брав участь у відбірковому турі конкурсу «Євробачення» у 1964 році.
Помер 5 лютого 1979 року у Тампере від раптової хвороби у 33 роки.

## Дискографія
- Taisto Tammen tangoja (1969),
- Taisto Tammi laulaa kotimaisia tangoja (1975),
- Muistojeni ruusut (1976),
- 20 suosikkia — tango merellä (1996),
- 20 suosikkia — muistojeni ruusut (2001).